# 尼古丁取代療法
尼古丁取代療法（英語：Nicotine replacement therapy，簡稱：NRT）是一種治療方式，目的是用尼古丁漸進式地取代香菸。 用於幫助人們戒菸或嚼食菸草。 使用尼古丁取代療法可以增加50%到70%的戒菸成功率。 通常還會配合行為治療法使用。 尼古丁取代療法除了協助戒菸外，也用於治療潰瘍性結腸炎。尼古丁取代療法有許多形式：包括尼古丁貼片、口香糖、喉錠、鼻噴劑以及吸入劑型。 同時使用不同方式的尼古丁取代療法，也許能增加療效。
成癮是常見的副作用之一。 嚼食尼古丁口香糖的常見副作用是噁心、打嗝和口中的刺激感；使用尼古丁貼片則容易造成皮膚刺激和口乾舌燥；使用吸入劑型則會造成咳嗽、流鼻水或頭痛。較嚴重的副作用包括尼古丁中毒和無法戒斷。 目前認為並不會增加心肌梗塞的機率。 如果在懷孕期間使用，可能對胎兒造成傷害。 尼古丁取代療法的原理是藉由降低對於尼古丁的渴求來戒除菸癮。

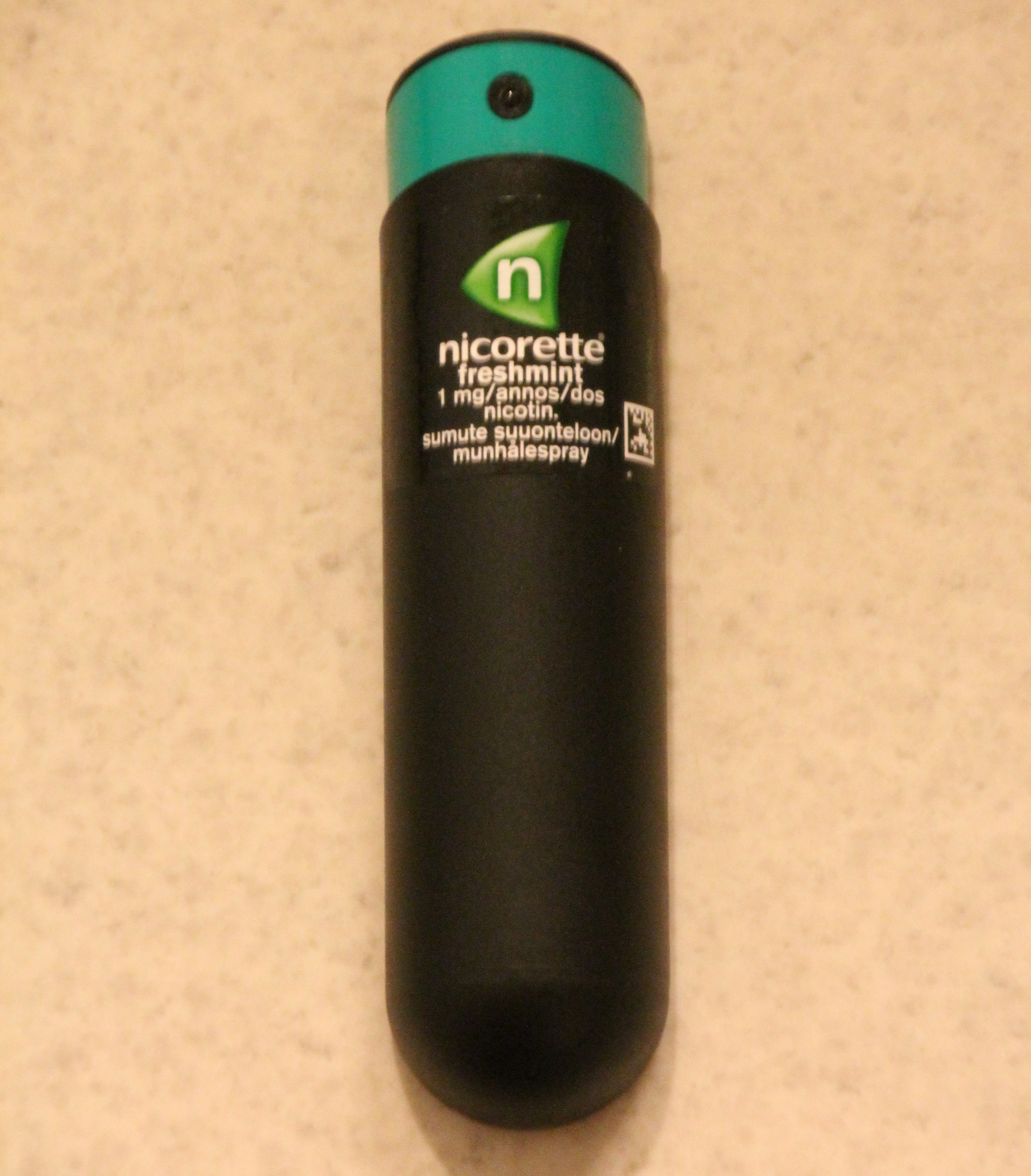
一个尼古清牌的尼古丁戒烟喷雾。

尼古丁取代療法於1984年在美國被核准使用。 尼古丁取代療法是世界衛生組織基本藥物標準清單中的一部份，是基層健康衛生系統中非常重要的藥物。 目前已有許多學名藥物 。 在美國，使用貼片或尼古丁口香糖，每個月需要花費100到200美金，其他型態的尼古丁取代療法，則相對更為昂貴。